# The Wonder Years (album de 9th Wonder)
Pour les articles homonymes, voir The Wonder Years.
Albums de 9th Wonder
The Dream Merchant Vol. 2
(2007)
The Wonder Years est le quatrième album studio de 9th Wonder, sorti le 27 septembre 2011.
L'album s'est classé 10e au Top Rap Albums, 11e au Top Independent Albums, 12e au Top R&B/Hip-Hop Albums et 76e au Billboard 200.

## Liste des titres
| No  | Titre                                                                         | Contient un (des) sample(s) de                                                                                          | Durée |
| --- | ----------------------------------------------------------------------------- | --- | ----- |
| 1.  | Make It Big (featuring Khrysis)                                               | Touch Me in the Morning de Diana Ross                                                                                   | 5:14  |
| 2.  | Band Practice Pt. 2 (featuring Phonte et Median)                              | You Been Away Too Long de Marlena Shaw Band Practice de 9th Wonder featuring Phonte et DJ Flash                         | 1:59  |
| 3.  | Enjoy (West Coastin') (featuring Warren G, Murs et Kendrick Lamar)            | | 3:23  |
| 4.  | Streets of Music (featuring Tanya Morgan et Enigma)                           | Between the Sheets of Music de Hammer                                                                                   | 3:06  |
| 5.  | Hearing the Melody (featuring Skyzoo, Fashawn et King Mez)                    | | 4:04  |
| 6.  | Loyalty (featuring Masta Killa et Halo)                                       | Gene's Theme de Gene Page I Wonder if I Take You Home de Lisa Lisa & Cult Jam et Full Force Sexy by Masters de Ceremony | 4:15  |
| 7.  | Now I'm Being Cool (featuring Mela Machinko et Median)                        | Now I Want You des Sylvers                                                                                              | 4:09  |
| 8.  | Never Stop Loving You (featuring Terrace Martin et Talib Kweli)               | Never Stopped Loving You de Tyrone Davis                                                                                | 4:00  |
| 9.  | Piranhas (featuring Blu et Sundown)                                           | | 3:19  |
| 10. | Peanut Butter & Jelly (featuring Marsha Ambrosius)                            | Can't Wait de Freda Payne                                                                                               | 4:04  |
| 11. | One Night (featuring Terrace Martin, Phonte et Bird and The Midnight Falcons) | Soon I'll Be Loving You Again de Marvin Gaye One-Way Love Affair de Marc Sadane                                         | 4:22  |
| 12. | Your Smile (featuring Holly Weerd et Thee Tom Hardy)                          | | 3:49  |
| 13. | No Pretending (featuring Raekwon et Big Remo)                                 | I Think That She's in Love de Jerry Butler                                                                              | 4:00  |
| 14. | 20 Feet Tall (Remix) (featuring Erykah Badu et Rapsody)                       | | 4:20  |
| 15. | That's Love (featuring Mac Miller et Heather Victoria)                        | | 3:30  |
| 16. | A Star U R (featuring Terrace Martin, Problem et GQ)                          | | 4:17  |

| 17. | Band Practice (featuring Phonte)                          | Come Clean de Jeru the Damaja | 2:09 |
| 18. | Me and My Nuh (featuring Teedra Moses)                    |                               | 4:30 |
| 19. | Base for Your Face (featuring Lil B, Jean Grae et Phonte) |                               | 5:25 |